# Letní olympijské hry 1984
XXIII. letní olympijské hry se uskutečnily v době od 28. července až do 12. srpna 1984 v Los Angeles v USA. Zúčastnilo se jich 6 797 sportovců (5 230 mužů a 1 567 žen) ze 140 zemí. Soutěžilo se v 221 disciplínách 23 sportů.
Pořadatelské město bylo vybráno v roce 1978. Tyto hry byly bojkotovány Sovětským svazem i ostatními státy východního bloku (kromě Rumunska a Jugoslávie), stejně jako Kubou, Etiopií a KLDR – náhradou byla sportovní akce Družba 84. To se týkalo také Československa, které na této olympiádě chybělo. Uváděným oficiálním důvodem neúčasti bylo údajné „nedostatečné zajištění bezpečnosti a nerespektování důstojnosti sportovců“. Pravou příčinou byla odveta za bojkot předchozích OH v Moskvě, kam na výzvu USA nepřijelo 65 zemí na protest proti invazi Sovětského svazu do Afghánistánu. Naproti tomu se olympijských her 1984 poprvé po mnohaleté pauze zúčastnila Čínská lidová republika.

## Významné postavy her
Zřejmě nejslavnějším účastníkem her se stal domácí atlet Carl Lewis, který podobně jako 48 let před ním Jesse Owens zvítězil hned ve čtyřech disciplínách: v běhu na 100 m, 200 m, štafetě na 4 x 100 m a ve skoku do dálky. Nikdo další už po Lewisovi podobného výkonu až dodnes nedosáhl.

## Sporty
| - Atletika - Basketbal - Box - Cyklistika - Fotbal - Sportovní gymnastika - Moderní gymnastika | - Házená - Jachtink - Jezdectví - Judo - Kanoistika - Lukostřelba | - Moderní pětiboj - Plavání - Pozemní hokej - Skoky do vody - Sportovní střelba - Synchronizované plavání | - Šerm - Veslování - Vodní pólo - Volejbal - Vzpírání - Zápas |

### Ukázkové sporty
- Baseball
- Tenis

## Počet medailí podle údajů mezinárodního olympijského výboru
| Pořadí | Země                         | Zlato | Stříbro | Bronz | Celkem |
| 1      | Spojené státy americké (USA) | 83    | 61      | 30    | 174    |
| 2      | Rumunsko (ROU)               | 20    | 16      | 17    | 53     |
| 3      | Západní Německo (FRG)        | 17    | 19      | 23    | 59     |
| 4      | Čína (CHN)                   | 15    | 8       | 9     | 32     |
| 5      | Itálie (ITA)                 | 14    | 6       | 12    | 32     |
| 6      | Kanada (CAN)                 | 10    | 18      | 16    | 44     |
| 7      | Japonsko (JPN)               | 10    | 8       | 14    | 32     |
| 8      | Nový Zéland (NZL)            | 8     | 1       | 2     | 11     |
| 9      | Jugoslávie (YUG)             | 7     | 4       | 7     | 18     |
| 10     | Jižní Korea (KOR)            | 6     | 6       | 7     | 19     |
| 11     | Velká Británie (GBR)         | 5     | 11      | 21    | 37     |
| 12     | Francie (FRA)                | 5     | 7       | 16    | 28     |
| 13     | Nizozemsko (NED)             | 5     | 2       | 6     | 13     |
| 14     | Austrálie (AUS)              | 4     | 8       | 12    | 24     |
| 15     | Finsko (FIN)                 | 4     | 2       | 6     | 12     |
| 16     | Švédsko (SWE)                | 2     | 11      | 6     | 19     |
| 17     | Mexiko (MEX)                 | 2     | 3       | 1     | 6      |
| 18     | Maroko (MAR)                 | 2     | 0       | 0     | 2      |
| 19     | Brazílie (BRA)               | 1     | 5       | 2     | 8      |
| 20     | Španělsko (ESP)              | 1     | 2       | 2     | 5      |
| 21     | Belgie (BEL)                 | 1     | 1       | 2     | 4      |
| 22     | Rakousko (AUT)               | 1     | 1       | 1     | 3      |
| 23     | Keňa (KEN)                   | 1     | 0       | 2     | 3      |
| 23     | Portugalsko (POR)            | 1     | 0       | 2     | 3      |
| 25     | Pákistán (PAK)               | 1     | 0       | 0     | 1      |
| 26     | Švýcarsko (SUI)              | 0     | 4       | 4     | 8      |
| 27     | Dánsko (DEN)                 | 0     | 3       | 3     | 6      |
| 28     | Jamajka (JAM)                | 0     | 1       | 2     | 3      |
| 28     | Norsko (NOR)                 | 0     | 1       | 2     | 3      |
| 30     | Řecko (GRE)                  | 0     | 1       | 1     | 2      |
| 30     | Nigérie (NGR)                | 0     | 1       | 1     | 2      |
| 30     | Portoriko (PUR)              | 0     | 1       | 1     | 2      |
| 33     | Kolumbie (COL)               | 0     | 1       | 0     | 1      |
| 33     | Pobřeží slonoviny (CIV)      | 0     | 1       | 0     | 1      |
| 33     | Egypt (EGY)                  | 0     | 1       | 0     | 1      |
| 33     | Irsko (IRL)                  | 0     | 1       | 0     | 1      |
| 33     | Peru (PER)                   | 0     | 1       | 0     | 1      |
| 33     | Sýrie (SYR)                  | 0     | 1       | 0     | 1      |
| 33     | Thajsko (THA)                | 0     | 1       | 0     | 1      |
| 40     | Turecko (TUR)                | 0     | 0       | 3     | 3      |
| 40     | Venezuela (VEN)              | 0     | 0       | 3     | 3      |
| 42     | Alžírsko (ALG)               | 0     | 0       | 2     | 2      |
| 43     | Kamerun (CMR)                | 0     | 0       | 1     | 1      |
| 43     | Tchaj-wan (TPE)              | 0     | 0       | 1     | 1      |
| 43     | Dominikánská republika (DOM) | 0     | 0       | 1     | 1      |
| 43     | Island (ISL)                 | 0     | 0       | 1     | 1      |
| 43     | Zambie (ZAM)                 | 0     | 0       | 1     | 1      |
| Celkem | Celkem                       | 226   | 219     | 243   | 688    |

## Účastnické země
Her se zúčastnili sportovci ze 140 zemí. Následující země vyslaly své sportovce poprvé v historii: Bahrajn, Bangladéš, Bhútán, Britské Panenské ostrovy, Džibutsko, Gambie, Grenada, Katar, Mauritánie, Mauricius, Omán, Rovníková Guinea, Rwanda, Samoa, Severní Jemen, Spojené arabské emiráty, Šalomounovy ostrovy a Tonga.
Sovětský svaz inicioval bojkot her ze strany zemí Varšavské smlouvy jako odplatu za bojkot minulých olympijských her v Moskvě ze strany západních zemí. I přesto se tři komunistické země zúčastnily, a to Čína, Jugoslávie a Rumunsko.
Čísla v závorkách udávají počty sportovců zastupujících zemi.

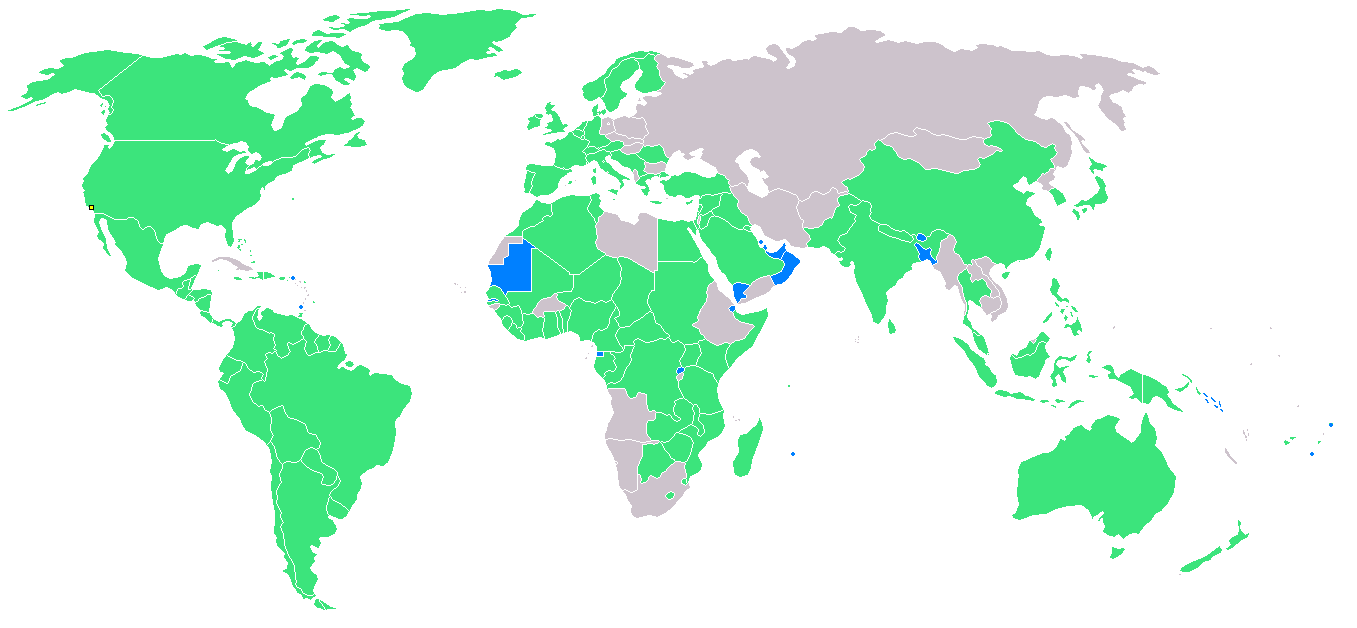
Účastnické země
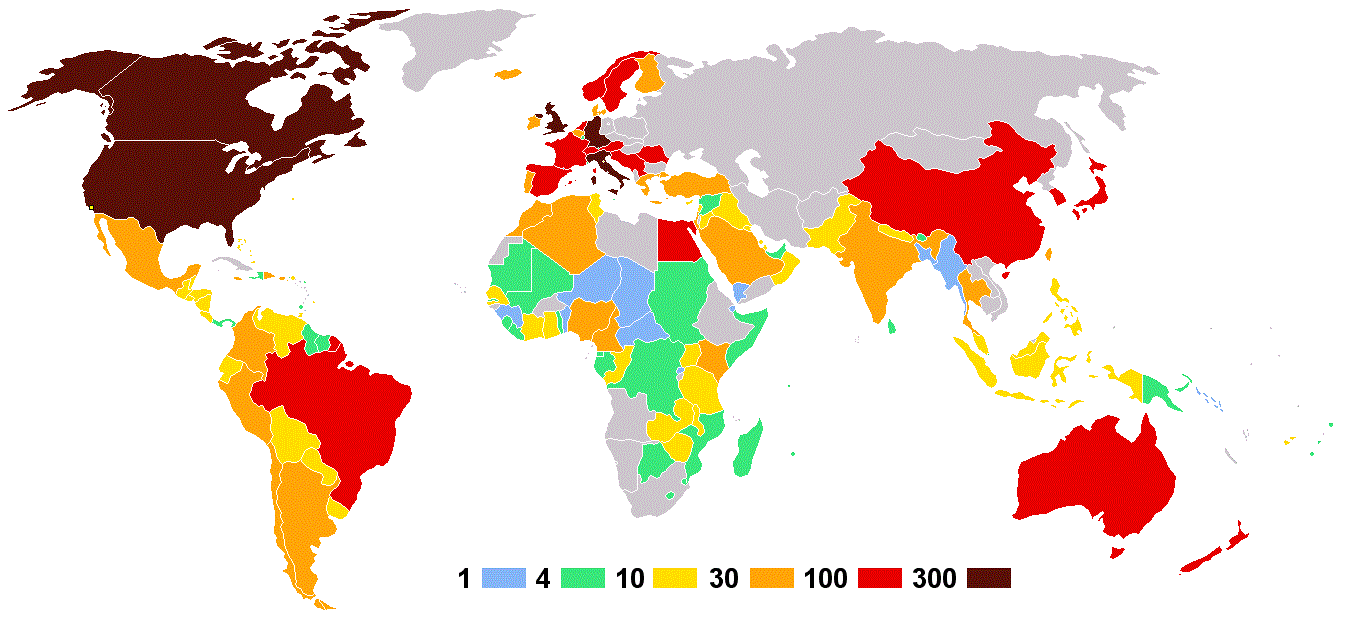
Počet sportovců zastupujících jednotlivé země

| - Alžírsko (32) - Americké Panenské ostrovy (33) - Andorra (2) - Antigua a Barbuda (13) - Argentina (87) - Austrálie (246) - Bahamy (22) - Bahrajn (10) - Bangladéš (1) - Barbados (16) - Barma (1) - Belgie (67) - Belize (11) - Benin (3) - Bermudy (12) - Bhútán (6) - Bolívie (12) - Botswana (7) - Brazílie (151) - Britské Panenské ostrovy (9) - Čad (3) - Čína (219) - Dánsko (63) - Dominikánská republika (39) - Džibutsko (3) - Egypt (114) - Ekvádor (10) - Fidži (15) - Filipíny (20) - Finsko (88) - Francie (243) - Gabon (4) - Gambie (7) - Ghana (23) - Grenada (7) - Guatemala (24) - Guinea (3) - Guyana (6) - Haiti (4) - Honduras (12) - Hongkong (48) - Chile (57) - Indie (48) - Indonésie (16) - Irák (24) - Irsko (43) - Island (32) | - Itálie (305) - Izrael (31) - Jamajka (45) - Japonsko (247) - Jižní Korea (204) - Jordánsko (12) - Jugoslávie (143) - Kajmanské ostrovy (8) - Kamerun (49) - Kanada (439) - Katar (27) - Keňa (60) - Kolumbie (37) - Kostarika (28) - Kuvajt (23) - Kypr (10) - Lesotho (4) - Libanon (21) - Libérie (9) - Lichtenštejnsko (7) - Lucembursko (5) - Madagaskar (4) - Malajsie (21) - Malawi (15) - Mali (4) - Malta (8) - Maroko (40) - Mauricius (4) - Mauritánie (4) - Mexiko (99) - Monako (8) - Mosambik (9) - Nepál (11) - Niger (3) - Nigérie (33) - Nikaragua (25) - Nizozemské Antily (8) - Nizozemsko (127) - Norsko (104) - Nový Zéland (130) - Omán (16) - Pákistán (29) - Panama (8) - Papua Nová Guinea (7) - Paraguay (14) - Peru (38) - Pobřeží slonoviny (12) | - Portoriko (51) - Portugalsko (39) - Rakousko (102) - Konžská republika (10) - Rovníková Guinea (5) - Rumunsko (125) - Rwanda (3) - Řecko (51) - Salvador (10) - Samoa (8) - San Marino (19) - Saúdská Arábie (40) - Senegal (24) - Severní Jemen (2) - Seychely (9) - Sierra Leone (7) - Singapur (5) - Somálsko (7) - Spojené arabské emiráty (7) - Spojené státy americké (615) - Středoafrická republika (2) - Súdán (5) - Surinam (5) - Svazijsko (8) - Sýrie (7) - Šalomounovy ostrovy (3) - Španělsko (185) - Srí Lanka (4) - Švédsko (176) - Švýcarsko (129) - Tanzanie (18) - Thajsko (35) - Tchaj-wan (59) - Togo (6) - Tonga (7) - Trinidad a Tobago (16) - Tunisko (23) - Turecko (47) - Uganda (26) - Uruguay (19) - Velká Británie (338) - Venezuela (26) - Zair (8) - Zambie (16) - Západní Německo (394) - Zimbabwe (16) |